# Flämische Straße
Die Flämische Straße war eine Handelsstraße, die Lübeck und Jütland mit Flandern verband.
Die Hansestädte Lübeck, Hamburg, Bremen, Haselünne, Deventer, Arnheim und Nimwegen sowie die Städte Antwerpen und Brügge bildeten Stationen der Flämischen Straße. Waren und Güter aus Skandinavien und den Hansestädten fanden über die Flämische Straße ihren Weg bis nach Paris. Allerdings galt der Landweg zwischen den Hafenstädten bei mehreren Produkten im Vergleich zum Transport per Schiff als Notbehelf. Getreide- und Holztransporte seien auf dem Landweg zu teuer gewesen, um die Waren hinterher noch zu erschwinglichen Preisen zu verkaufen, und Teer sowie Asche seien durch den Landtransport verdorben worden.

## Verlauf
Die Flämische Straße von den Niederlanden kommend folgte der heutigen Bundesstraße 403 bis Nordhorn und dann der Bundesstraße 213 über Lingen (Ems), Haselünne, Herzlake, Wildeshausen nach Bremen und von dort weiter nach Lübeck. Diese Straße hatte für den Fernhandel für Bremen große Bedeutung, da nahezu der gesamte westliche Landverkehr die Weser bei Ochtum mit einer Fähre überquerte.

## Geschichte
Die Flämische Straße soll es bereits um das Jahr 800 gegeben haben. Genau an der Stelle, an der sie die Hunte überquerte, soll der Sachsenherzog Widukind Wildeshausen gegründet haben. Die Flämische Straße war bis ins Hochmittelalter keine Straße von der Art, wie sie bereits die Römer bauen konnten, sondern eines von den „durch Jahrtausende befahrene[n] und begangene[n] Geleise[n], die, immer derselben Richtung folgend, über Geest und Marsch, am Wald entlang und durch die Heide in den von der Natur vorgezeichneten Bahnen sich hinzogen und an durch die Bodenbeschaffenheit gegebenen Stellen Flüsse, Moore und die Seebalgen der Küste überschritten.“
Die im Stedingerkrieg 1234 zerstörte Burg Schlutter wurde kurz darauf durch die Burg Delmenhorst ersetzt, um die Flämische Straße zu schützen. Zur Straße wurde der Fernweg in Delmenhorst ab dem 14. Jahrhundert ausgebaut. Seitdem verlief sie durch den Ortskern der Stadt (heute unter dem Namen Lange Straße). In Delmenhorst zweigte der Friesische Heerweg von der Flämischen Straße in Richtung Oldenburg, Ostfriesland und Groningen ab.
Auch Cloppenburg, wo der Herzog-Erich-Weg, Teil eines bronzezeitlichen Fernwegs zwischen der mittleren Ems und der mittleren Weser entlang dem Südrand der Ems-Hunte-Geest, von der Flämischen Straße abzweigt, verdankt seine Entstehung dieser Straße.
Das Verkehrsaufkommen auf der Flämischen Straße betrug vor 1800 in Wildeshausen durchschnittlich sieben vierspännige Wagen täglich.

## Flämische Straße(Bezeichnung in Städten)
Flämische Straße heißt eine Straße im Stadtzentrum von Kiel. Ihr Name lässt sich vermutlich dadurch erklären, dass Flamen von Westen kommend die Eider bis Flemhude hinauffuhren. Sie brachten ihre Waren über Land an die Förde, um diese dann über die Ostsee nach Skandinavien zu verschifften. Andere Autoren meinen, sie sei nach einem Handelshaus Fläminger benannt.
Teil des langen Fernwegs (die Straße in Kiel kürzt nur den Seeweg um Jütland herum ab) ist hingegen die Flämische Straße in Huchting, einem Stadtteil von Bremen. Auch die Vlämische Straße, die den Ortskern von Lastrup durchquert, liegt auf der Trasse des ehemaligen Fernwegs.
In Essen (Oldenburg) gibt es zwar ebenfalls eine Flämische Straße. Diese hufeisenförmige Nebenstraße liegt allerdings zehn Kilometer südöstlich der Bundesstraße 213 und hat eine untypische Trassierung (Altstraßen verlaufen im Flachland üblicherweise kurvenarm zielstrebig in eine bestimmte Himmelsrichtung).